# FM-7
FM-7（Fujitsu Micro 7）是富士通制作的家用电脑，于1982年发售，仅面向日本市场。FM-8的精简版本；在开发中FM-7被称为“初级FM-8”（FM-8 Jr.）。
虽然以廉价型著称，最明显的是取消了了昂贵的磁泡存储器技术，但FM-7使用了更高级的音效合成器，因此在日本业余电脑市场中反响强烈，称为比FM-8更占主导的系统。
在1980年代早期，该机型主要和NEC PC-8801和夏普X1系列电脑竞争。它被1984年的FM-77系列（可以向下兼容FM-7），以及更后1989年的FM Towns继承。
FM-7和TRS-80 Color Computer及Radio Shack类似使用Motorola 6809处理器；一些软件溶蚀兼容这些系统。